# La Monte Young

La Monte Young (1961)

La Monte Thornton Young (* 14. Oktober 1935 in Bern, Idaho) ist ein US-amerikanischer Komponist und Musiker und zählt neben Philip Glass, Steve Reich und Terry Riley zu den einflussreichsten Vertretern der Minimal Music in den Vereinigten Staaten.

## Leben und Wirken
Young studierte von 1951 bis 1954 Klarinette, Saxophon und Komposition an der University of California, Los Angeles und von 1958 bis 1960 an der University of California, Berkeley. Mitte der 1950er Jahre spielte er Jazz mit Terry Jennings, der ihn auf den Komponisten John Cage aufmerksam machte. 1959 nahm er im Rahmen der Darmstädter Ferienkurse an einem Seminar von Karlheinz Stockhausen teil. Er wurde nachhaltig von klassischer indischer und von japanischer Gagaku-Musik beeinflusst und war Mitglied der Fluxus-Bewegung. Aus dieser Zeit stammen zahlreiche minimalistische Stücke mit extrem lang anhaltenden oder sich oft wiederholenden Sequenzen und Bandschleifen mit ins Extreme gesteigerter Spieldauer. So besteht zum Beispiel Composition 1960 #7 nur aus zwei notierten Tönen mit der Interpretationsanweisung »to be held for a long time«.
1962 gründete er das Theatre of Eternal Music, das zunächst auch in Fluxus-Konzerten auftrat. Zunächst wurden Borduntöne mit schnellen, modalen Improvisationen, etwa über einen sog. Traum-Akkord, der auf den Tönen cis-d-g-a-c aufbaut, entwickelt, die aber rhythmisch nicht mehr identifizierbar sind. An die Stelle des Sopransaxophons tritt ab Mitte der 1960er Jahre die Stimme (wobei La Monte Young seit 1970 Unterricht bei Pran Nath nahm).
Seit etwa 1964 arbeitet er an den The Well-Tuned Piano-Kompositionen und entwickelt hierbei seinen zweiten Kompositionsschwerpunkt, der auf reinen Stimmungssystemen und einer komplexen mathematischen Berechnung basiert: Rhythmisch-metrische Phrasen tauchen auf, um dann wieder zu verschwinden; Akkorde werden im Tremolo vorgeführt; Arpeggien dienen als Ausgangspunkt für Improvisationen. Die Aufführungen des Stücks haben sich im Lauf der Jahre auf mehrere Stunden ausgedehnt; von der Fülle des Klaviers bleibt tendenziell nur noch die mittlere Lage.
Young war von 1963 bis zu ihrem Tod 2024 mit der Künstlerin Marian Zazeela verheiratet, mit der er zusammen zahlreiche »Sound/Light Environments« entwickelt hat. Zunehmend beschäftigte er sich dabei mit der Fiktion ewig andauernder Musik. Ausgewählte Grundtöne, die permanent klingen, werden kontrastiert mit improvisierten, langanhaltenden Tönen. Im Jahr 1972 trat er mit der Dream House-Performance und ‑Installation auf der Documenta 5 in Kassel (zusammen mit Marian Zazeela) in der Abteilung Individuelle Mythologien: Selbstdarstellung – Performances – Activities – Changes vom 30. bis 7. Juli jeweils von 15:00 bis 18.00 Uhr auf.
La Monte Young übte nachhaltigen Einfluss auf zahlreiche Alternativ-, Punk- und Rockmusiker aus. So benennen ihn John Cale, der Mitglied in Youngs Ensemble Dream Syndicate (nicht zu verwechseln mit der gleichnamigen Rockband) war, und Lou Reed von den damaligen Velvet Underground als frühe Inspirationsquelle.

## Werke (Auswahl)
- Trio for Strings (1958)
- The Second Dream of the High-Tension Line Stepdown Transformer (Youngs erster Einsatz von elektronischen Musikinstrumenten), (ca. 1960)
- The Four Dreams of China arbeitet mit nur vier Stimmungen und Frequenzen (G, C, +C#, D)
- Composition 1960 #7 (1959/60)
- 566 for Henry Flint (1960)
- The Well-Tuned Piano (seit 1964 kontinuierlich weiterentwickelt) (in einer Stimmung, die nur auf Oktaven, reinen Quinten und Naturseptimen aufbaut)
- Diverse Environments und Kunstevents in Zusammenarbeit mit Marian Zazeela.